# Sport in Grönland

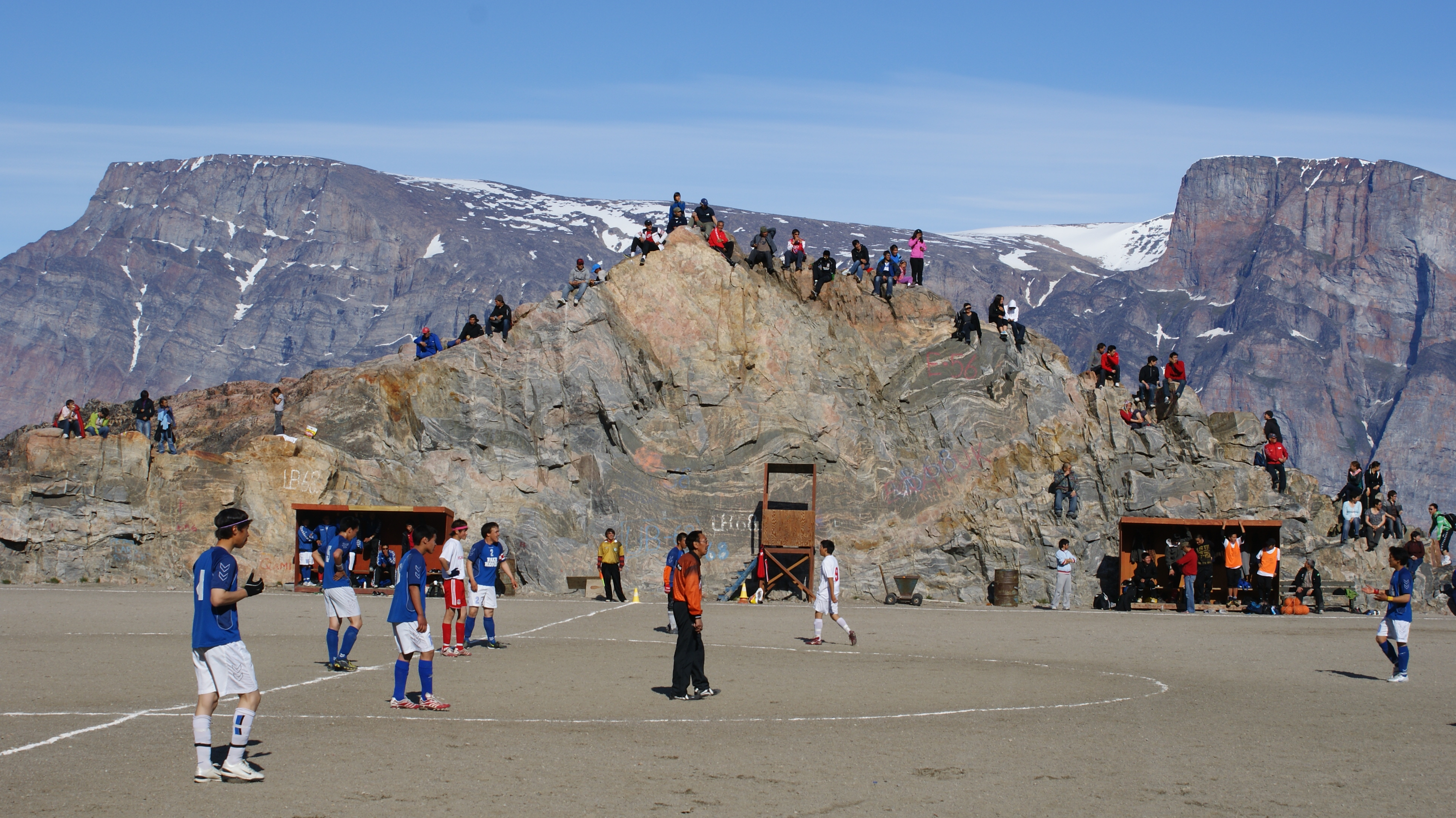
Ein Fußballspiel in Uummannaq (2009)

Sport erfreut sich in Grönland großer Beliebtheit, auch wenn aufgrund der klimatischen und geografischen Bedingungen die Ausübung mancher Sportarten nicht möglich ist. Aus diesem Grund dominieren hauptsächlich Wintersportarten wie Skisport oder Hundeschlittenwettlauf sowie Hallensportarten, die nicht wetterabhängig sind. Fußball kann deswegen zum Beispiel nur im Sommer gespielt werden.

## Geschichte
Die Ausübung von Sport gehört traditionell nicht zur Kultur der Inuit. Der englische Entdecker John Davis berichtete aber, dass seine Mannschaft bereits 1586 eine Art Fußball mit grönländischen Einheimischen spielte.
Am 15. September 1933 veröffentlichte der Seminariumslehrer und spätere Politiker Augo Lynge in der Atuagagdliutit einen Artikel über Sport in Dänemark. Er rief zur Gründung von Sportvereinen auf und so wurden noch im selben Jahr die beiden Sportvereine Aĸigssiaĸ in Nuuk und Kigssaviarssuk in Qaqortoq gegründet. 1945 gab es bereits elf Sportvereine und 1956 waren es 32.
Der erste Sportwettkampf wurde von Aĸigssiaĸ organisiert und am 19. und 20. Juli 1934 in den Sportarten Fußball, Laufen, Weitsprung und Eqitarneq, einem traditionellen Spiel, bei dem man an einem schmierigen Holzstab ziehen musste, ausgetragen.
Am 3. September 1953 wurde in Sisimiut Grønlands Idrætsforbund (GIF) gegründet, die Dachvereinigung der Sportvereine. Der Verband veranstaltete erstmals im März 1954 ein Sportereignis, die Skimeisterschaften in den Disziplinen Skisprung, Slalom, Skilanglauf und Abfahrt. 2020 hatte der GIF etwa 9.200 Mitglieder, was etwa einem Sechstel der Bevölkerung entsprach.
Grönland nimmt regelmäßig an den Island Games sowie an den Arctic Winter Games teil.

## Sportarten
Folgende Sportarten sind in Grönland von größerer gesellschaftlicher Bedeutung.

### Badminton
Badminton wird in Grönland seit 1973 von Badminton Kalaallit Nunaat organisiert. Es gibt seit 1980 grönländische Meisterschaften für Senioren und Junioren. Zwischen 2000 und 2006 gab es kurzzeitig auch eine Mannschaftsmeisterschaft.
International konnte Grönland bei den Island Games 2005 und 2009 jeweils die Goldmedaille im Herreneinzel gewinnen. Im Männerdoppel wurde bei den Island Games 2013 und 2015 Gold erzielt. Dazu kam bei den Island Games 2019 eine Goldmedaille im Teamwettbewerb. Bei den Europameisterschaften 2008 sowie 2010 traten grönländische Spieler für Dänemark an.

### Fußball und Futsal

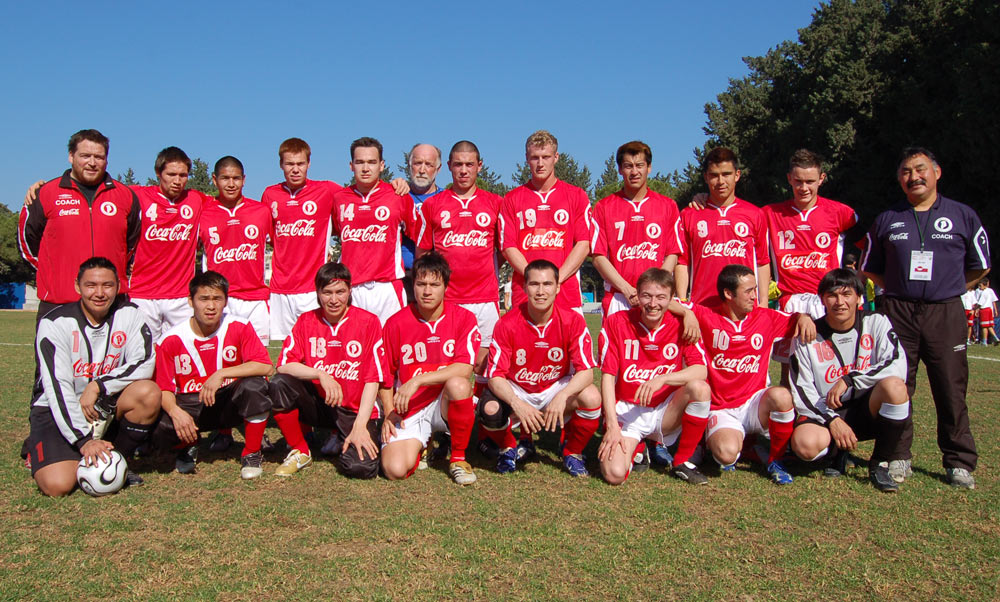
Die grönländische Fußballauswahl 2008

Der grönländische Fußballverband Kalaallit Arsaattartut Kattuffiat (KAK) wurde 1971 gegründet. Bereits zuvor war achtmal eine grönländische Fußballmeisterschaft vom Sportverband ausgetragen worden, die seither vom Fußballverband organisiert wird. Rekordmeister ist B-67 Nuuk mit 14 Meisterschaften. Der Verband hat etwa 5500 Mitglieder, die in 39 Vereinen spielen.
Die grönländische Fußballauswahl ist kein FIFA- oder UEFA-Mitglied und seit 2017 gänzlich inaktiv, da der Fokus auf Futsal gelegt wurde. Die Herrenmannschaft konnte bei den Island Games 2013 und 2017 eine Silbermedaille erzielen. Die Frauenmannschaft konnte 2013 ebenfalls Silber gewinnen, allerdings hatten nur drei Mannschaften teilgenommen. Die grönländische Futsalnationalmannschaft wurde beim Nordic Futsal Cup zwischen 2016 und 2018 dreimal Letzter.

### Handball
Timersoqatigiit Assammik Arsaattartut Kattuffiat (TAAK) ist der grönländische Handballverband. International konnte sich die grönländische Männer-Handballnationalmannschaft bereits dreimal für die Weltmeisterschaft qualifizieren. Sowohl 2001 als auch 2003 und 2007 landete Grönland auf den hinteren, wenn nicht sogar dem letzten Platz. Die grönländische Frauen-Handballnationalmannschaft qualifizierte sich bislang zweimal für die WM-Endrunde und wurde beide Male (2001 und 2023) Letzter.

### Hundeschlittensport
In Grönland wird seit 1987 jährlich die Hundeschlittenmeisterschaft Avannaata Qimussersua ausgetragen. Verantwortlich ist als Sportverband der Kalaallit Nunaanni Qimussertartut Kattuffiat (KNQK).

### Skisport
Seit 1954 wird vom Grønlands Skiforbund nationale Meisterschaften ausgerichtet. Mehrere Grönländer nahmen als Skisportler an den Olympischen Winterspielen teil (siehe unten). Außerdem findet jedes Jahr in Grönland das internationale Arctic Circle Race statt, das drei Tage dauert und eine Strecke von 160 km umfasst.

### Tischtennis
Grönland ist im Tischtennis nicht allzu erfolgreich. Bei den Island Games 1991 konnte das Land zum bisher einzigen Mal eine Goldmedaille gewinnen, die an das Damendoppel ging. Der zuständige Sportverband ist die Greenland Table Tennis Federation (GTTF).

### Volleyball
1983 wurde der nationale Volleyballverband Kalaallit Nunaanni Volleyballertartut Kattuffiat (KVK) gegründet. 1984 wurde erstmals eine nationale Meisterschaft ausgetragen. Seit 1992 gibt es auch eine Juniorenmeisterschaft. An der Meisterschaft nehmen durchschnittlich knapp zehn Mannschaften teil. Seit 1999 ist der Verband Mitglied der Fédération Internationale de Volleyball und der Confédération Européenne de Volleyball. Die grönländische Volleyballnationalmannschaft der Männer erreichte Bronze bei den Island Games 2009. Die Frauenmannschaft konnte 2003 und 2013 Bronze gewinnen. Für eine Welt- oder Europameisterschaft konnte sich Grönland noch nicht qualifizieren.

## Grönland bei den Olympischen Spielen
Grönland ist als Teil Dänemarks nicht zur Teilnahme an den Olympischen Spielen unter eigener Flagge berechtigt. Dennoch nahmen bisher mehrere Grönländer unter dänischer Flagge an den Olympischen Spielen teil. Mit Ausnahme des Turners Freddy Jensen 1952 nahmen alle Sportler im Skisport an den Winterspielen teil. Bislang gelang es keinem Grönländer, bei den Olympischen Spielen eine Medaille zu gewinnen.
- Josva Frederik „Freddy“ Isaias Ananias Jensen (1926–1996) nahm an den Olympischen Sommerspielen 1948 in London und an den Olympischen Sommerspielen 1952 in Helsinki im Geräteturnen teil. Im Team erreichte er 1948 Platz 8 von 16 und seine beste Platzierung im Einzelwettkampf war Platz 16 von 121 beim Bodenturnen 1948.[11]
- Apollo Ujũnguaĸ Môrtâraĸ Hans Lynge (1940–2002) war Teilnehmer der Olympischen Winterspiele 1968 in Grenoble. Obwohl er bereits mehrfacher grönländischer Meister im Skilanglauf war, konnte er im 15-km-Lauf nur Platz 67 von 75 und im 30-km-Lauf Platz 62 von 66 erreichen.[12]
- Michael Binzer (* 1969) ist zwar in Dänemark geboren, trainierte und lebt aber in Grönland. Er nahm dreimal im Skilanglauf an den Olympischen Winterspielen teil: 1992 in Albertville, 1994 in Lillehammer und 1998 in Nagano. Sein bestes Ergebnis war Platz 46 von 97 bei 10-km-Lauf 1998.[13]
- Arne Hardenberg (* 1973) trat ebenfalls 1998 in Nagano an, aber im Ski Alpin. Weder im Slalom, noch in der Kombination konnte er das Ziel erreichen.[14]
- Katrine Luise Hvidsteen (* 1977) war die dritte grönländische Teilnehmerin in Nagano. Im Riesenslalom und im Slalom des Ski Alpin konnte auch sie das Ziel zweimal nicht erreichen.[15]
- Øystein Slettemark (* 1967) ist ein in Brasilien geborener, in Grönland lebender norwegischer Biathlet. Er nahm an den Olympischen Winterspielen 2010 in Vancouver teil, belegte aber im 10-km-Sprint nur Platz 86 von 88 und im 20-km-Lauf gar nur den letzten der 88 Plätze.[16]
- Martin Troels Møller (* 1980) ist ebenfalls dänischer Herkunft, aber in Grönland lebend. Er trat bei den Olympischen Winterspielen 2014 in Sotschi ebenfalls im Skilanglauf an. Sein bestes Ergebnis war Platz 54 von 86 beim Sprint.[17]
- Laila Friis-Salling (* 1985) trat bei den Olympischen Winterspielen 2018 in Pyeongchang in der Halfpipe des Freestyle-Skiings an, wo sie Platz 23 von 24 belegte.[18]
- Ukaleq Astri Slettemark (* 2001) trat bei den Olympischen Winterspielen 2022 in Peking im Biathlon an. Im 15-km-Sprint erreichte sie Platz 53 von 89 und schoss als eine von nur zwei Teilnehmerinnen fehlerfrei.[19]